# Звіт Бельмонта
Бельмонтська доповідь або Звіт Бельмонта (Белмонта) (англ. Belmont Report) — повна назва: «Звіт Бельмонта: етичні принципи та рекомендації щодо захисту людей у рамках досліджень», «Звіт Національної комісії із захисту людей у рамках біомедичних та поведінкових досліджень». Звіт Бельмонта опублікований 30 вересня 1978 року   Міністерством охорони здоров'я, освіти та соціального забезпечення США. Звіт Бельмонта включає настанови щодо захисту особистості людини, що бере участь у проведенні медичних досліджень, та основні етичні принципи проведення досліджень на людях.

## Історія
У 1932 — 1972 рр. у штаті Алабама Сполучених Штатів Америки проводилося клінічне дослідження щодо прогресування сифілісу при відсутності терапії. Дослідження проводилось на близько 400 афроамериканцях чоловічої статі. Організатори дослідження  пропонували пацієнтам безкоштовні медичні послуги, а також інші переваги, які могли б бути доступні для тих, кого досліджують, якщо вони погодились брати участь у дослідженні, але приховували інформацію щодо можливого лікування сифілісу.
Пеніцилін став засобом лікування сифілісу 1947 року. Однак дослідники замовчували цю інформацію, щоб продовжити дослідження. До моменту завершення дослідження:
- померло близько 28 учасників дослідження;
- у 100 осіб, що брали участь у дослідженні, спостерігались ускладнення сифілісу;
- інфікувалися сифілісом 40 жінок — статевих партнерів учасників дослідження;
- народились 19 дітей з ознаками внутрішньоутробної інфекції.

На думку багатьох вчених, це дослідження було  найганебнішим в історії США. Ця ситуація викликала ажіотаж серед дослідників. Залучення уваги громадськості до порушень етики загрожувало великими скандалами. Водночас, розпочалася дискусія щодо дотримання принципів етики при проведенні медичних досліджень. 12 липня 1974 р. було прийнято Закон про національні дослідження (Pub. L. 93-348), відповідно до якого створено Національну комісію із захисту прав людей, які є суб'єктами біомедичних та поведінкових досліджень. Комісії було доручено визначити:
- межі між біомедичними та поведінковими дослідженнями, загальноприйнятою та рутинною медичною практикою;
- роль оцінки критеріїв ризику та користі у визначенні доцільності досліджень за участю людей;
- значення поінформованої згоди на різні параметри дослідження.
- основні етичні принципи, які повинні лежати в основі проведення біомедичних і поведінкових досліджень за участю людей.

Члени комісії мали розробити керівні принципи, які б гарантували, що такі дослідження за участю людей проводитимуться відповідно до цих принципи.  На основі щомісячних обговорень протягом чотирьох років та інтенсивних чотириденних обговорень у 1976 році, Комісія оприлюднила «Етичні принципи та рекомендації щодо захисту людей, які є об'єктами досліджень», що були опубліковані 1979 року у Федеральному регістрі. Цей документ отримав назву — Звіт Бельмона (Бельмондська доповідь) на честь Конференц-центру Бельмонта, де Національна комісія зібралася під час складання першого проекту звіту. З цього часу розгортається правове та етичне регулювання біомедичних досліджень.

## Етичні принципи
Звіт Бельмонта — одна з провідних робіт, що стосуються досліджень у галузі етики та охорони здоров'я. Він дозволяє захистити учасників клінічних випробувань та наукових досліджень. У звіті Бельмонта не містяться конкретні рекомендації щодо адміністративних дій Міністра охорони здоров'я, освіти та соціального забезпечення США. У цьому документі визначено три принципи або загальні розпорядження, які мають відношення до досліджень за участю людей:
- Повага до особистості — включає принаймні два етичні переконання: по-перше, з людьми слід поводитися як з автономними агентами, і, по-друге, особи з обмеженою автономією мають право на захист. Таким чином, принцип поваги до особи поділяється на дві окремі моральні вимоги: вимога визнання автономії та вимога захисту тих, у кого автономія обмежена.
- Доброзичливість —  принцип поваги до рішень учасників дослідження, захист їх від шкоди, забезпечення їхнього благополуччя.  У цьому документі благодіяння розуміється як зобов'язання. Два загальні правила були сформульовані як взаємодоповнюючі висловлювання благодійних дій у цьому сенсі:  не завдавати шкоди та максимізувати можливу користь і мінімізувати можливі небажані наслідки.
- Справедливість — розуміння принципу справедливості полягає у тому, що з рівними слід поводитися однаково. Питання справедливості пов'язані з такими соціальними практиками, як покарання, оподаткування та політичне представництво. Донедавна ці питання зазвичай не асоціювалися з науковими дослідженнями. Однак вони передбачаються вже в ранніх роздумах про етику досліджень за участю людей. Справедливість у біоетиці розуміється як те, що кожна людина заслуговує відповідно до своїх потреб та свого статусу в громаді.

За твердженням авторів звіту Бельмонта, інші принципи також можуть мати значення. Однак ці три є всеосяжними та викладені на рівні узагальнення, який має допомогти вченим, випробуваним, рецензентам та зацікавленим громадянам зрозуміти етичні проблеми, притаманні дослідженням за участю людей.

## Історичне значення звіту Бельмонта
Натепер звіт Бельмонта є історичним документом і забезпечує моральну основу для розуміння чинних у Сполучених Штатах правил використання людей в експериментальних методах. Хоча з моменту публікації звіту Бельмонта у 1979 р. минуло понад 40 років, три основні етичні принципи, визначені та викладені як керівні принципи проведення біомедичних та поведінкових досліджень за участю людей, — повага до особи, благодіяння та справедливість — залишаються особливо актуальними для сьогоднішніх клінічних випробувань.
- Ці принципи розглядаються як універсальні, що виходять за межі географічних, культурних, економічних, юридичних, політичних кордонів.
- Вчені, інститути і, звичайно, спільнота зобов'язані забезпечити дотримання цих принципів під час проведення досліджень за участю людини.
- Звіт Бельмонта мав величезний вплив не тільки на розвиток дослідницької етики, але й на формування біоетики взагалі як самостійної дисципліни.

Звіт Belmont продовжує служити важливим довідковим матеріалом для інституційних спостережних комісій (IRB), які розглядають пропозиції щодо досліджень, які проводяться  за участю людей, з метою забезпечення відповідності дослідження етичним основам правил.